# Buried Treasure
Buried Treasure es un compilado de grabaciones hechas por el dueto inglés de synth pop Erasure, realizado por el EIS (Erasure Information Service) y cuya venta fue limitada para miembros del mismo.

## Listado de temas
1. «Top Of The Pops Theme» 	1:14
2. «Always» (Acoustic) 3:57
3. «Sono Luminus» (Demo) 1:32
4. «Science Week Theme» 4:40
5. «In My Arms» (Acoustic) 3:06
6. «Rock Me Gently» (Demo) 1:46
7. «My Foolish Heart» (Live) 3:33
8. «Rain» (Demo) 1:28

## Créditos y acotaciones
Top Of The Pops Theme es una versión extendida del tema instrumental compuesto y realizado por Vince Clarke, para la apertura del programa Top Of The Pops. Fue producido por Flood y el mismo Clarke.

Always es una versión acústica del tema compuesto por Vince Clarke y Andy Bell e incluido en su álbum de 1994, I Say I Say I Say. Fue grabada en el estudio Strongroom en 1995, con Andy Bell en voz, Vince Clarke y Nic Johnston en guitarras. Producida por Gareth Jones. 

Sono Luminus y Rock Me Gently son los demos de las canciones del mismo nombre escritas por Clarke y Bell, y que fueran publicadas en el álbum Erasure (1995).

Science Week Theme es un tema instrumental creado, realizado y producido por Vince Clarke para el programa de radio Science Week de la BBC. Está basado en el "Movimiento 1: Marte, el portador de la guerra" de la suite Los Planetas, compuesta por Gustav Holst.

My Foolish Heart es un tema original de Sam Cooke, interpretado en vivo el 24/12/1996 en el programa de Radio 1 (BBC) "The Gospel According To..." sólo por Andy Bell. Producida por Chris Lycett, Anita Kamath y Chris Whatmough. Ingeniero: James Birtwistle.

In My Arms es una versión acústica del tema compuesto por Clarke y Bell, incluido en el álbum Cowboy de 1997. Esta versión fue grabada en la radio 5FM, Johannesburgo, Sudáfrica, con Andy Bell en voz, Vince Clarke en guitarra y silbidos más los coros de Jordan Bailey, Xavier Barnett, John Gibbons y Samantha Smith.

Rain es un muestreo de las primeras tomas del que se convertiría en el tema del mismo nombre, aparecido también en el álbum Cowboy, compuesto por Clarke y Bell.